# 동아대학교병원
동아대학교병원(東亞大學校病院, Dong-A University Hospital)은 부산광역시 서구 대신공원로 26 (동대신동)에 있는 동아대학교의 부속병원으로 동아대학교의료원으로도 불린다.

## 연혁
- 1990년 3월 26일 : 동아대학교부속병원으로 개원
- 1991년 9월 28일 : 동아대학교부속병원에서 동아대학교병원으로 변경